# وبینگتس
وبینگتس (به لاتین: Łebieniec) یک روستا در لهستان است که در گمینا ویتسکو واقع شده‌است.